# Arnaud Montebourg
Arnaud Montebourg (Clamecy, 30 oktober 1962) is een Frans politicus. Hij zetelde als lid van de Parti socialiste (PS) van 1997 tot 2012 in de Assemblée nationale, was van 2008 tot 2012 voorzitter van de wetgevende macht van het departement Saône-et-Loire en was van 2012 tot 2014 minister van Economie, Industrie en Digitalisering in de regeringen Ayrault en Valls I.
Montebourg behoorde tot de linkervleugel van de PS. In 2011 eindigde hij op de derde plaats in de eerste ronde van de presidentiële voorverkiezingen voor de PS. In 2016/2017 nam hij opnieuw deel en eindigde hij opnieuw als derde. Montebourg is sinds 2018 niet meer actief bij de PS.
In 2021 kondigde hij zijn kandidatuur in de Franse presidentsverkiezingen 2022 aan als een onafhankelijke centrumlinkse kandidaat. In januari 2022 trok hij zich terug.
- Biblioteca Nacional de España: XX5147352
- Bibliothèque nationale de France: cb13330677z (data)
- Gemeinsame Normdatei: 129512613
- International Standard Name Identifier: 0000 0003 5415 1720
- Library of Congress Control Number: n2001090895
- Système universitaire de documentation: 035703415
- Virtual International Authority File: 17368337
- WorldCat: E39PBJtMr6CMwpGB3KqK7bDrMP